# 軟体動物学
軟体動物学（なんたいどうぶつがく、英語: malacology）は、軟体動物門に属する動物を扱う、無脊椎動物学の一分野である。軟体動物門は、種の数でいうと動物界では二番目に大きい門である。軟体動物学の一分野である貝類学では、貝について研究している。
軟体動物学の研究分野は、分類学、生態学、進化学など多岐に渡る。また応用軟体動物学では、例えば住血吸虫症の媒介としての軟体動物など、医学、獣医学、農業への応用を目指している。また、過去の気象、生息域、生息環境などを調べる手段として、考古学も用いられている。
1794年には軟体動物を扱った最初の論文集が発行され、1868年にはドイツ軟体動物学会が発足した。